# Анда (приток Пьяны)
Анда — река в России, протекает в Сергачском и Пильнинском районах Нижегородской области. Устье реки находится в 28 км по левому берегу реки Пьяна. Длина реки составляет 41 км.

## География
Исток реки западнее деревни Кузьминка в 10 км к северу от Сергача. Река течёт на восток и юго-восток по безлесой местности, долина плотно заселена — на реке стоят сёла и деревни Кузьминка, Богородское, Анда (Богородский сельсовет Сергачского района); Малое Андосово, Соколиха, Большое Андосово и Алексеевка(Большеандосовский сельсовет Пильнинского района). Река протекает тремя километрами западнее райцентра Пильна. Приток — Брынь (правый). В низовьях река распадается на несколько, главным образом, высохших рукавов и впадает в Пьяну напротив села Мамешево.

## Экология
По данным на лето 2006 года, воды реки характеризуются как «чистые — умеренно загрязнённые» (II—III класс качества). Доминирующими видами фитопланктона являются представители рода Mougeotia.

## Данные водного реестра
По данным государственного водного реестра России относится к Верхневолжскому бассейновому округу, водохозяйственный участок реки — Сура от устья реки Алатырь и до устья, речной подбассейн реки — Сура. Речной бассейн реки — (Верхняя) Волга до Куйбышевского водохранилища (без бассейна Оки).
Код объекта в государственном водном реестре — 08010500412110000040056.